# グレイス・アンダー・プレッシャー (ラッシュのアルバム)
『グレイス・アンダー・プレッシャー』 (Grace Under Pressure) は、カナダのロック・バンド、ラッシュが1984年に発表した10作目のスタジオ・アルバム。

## 背景
バンドは本作の制作に当たり、長年バンドと共同作業をしてきたテリー・ブラウンと決別して、ピーター・ヘンダーソンをプロデューサーとして迎えた。ヘンダーソンは過去にザ・チューブスやスーパートランプの作品を手がけており、ゲディー・リーは、プロデューサー交替の件に関して「私達には、新鮮なアプローチをしてくれる人物が必要だった。私達は自分達の音楽を変えたかったけど、方向性について確信を持てなかった。私達は自分達のサウンドに飽きていたんだよ」とコメントしている。なお、当初はスティーヴ・リリーホワイトをプロデューサーに迎える案もあった。
「彼方なる叡知が教えるもの」の歌詞には、ダビデの息子アブサロムの名前が登場している。作詞者のニール・パートによれば、ウィリアム・フォークナーが1936年に出版した小説『アブサロム、アブサロム!』を読んでアブサロムのことを調べていくうちに、当初考えていた歌詞にあった「obsolete」「absolute」といった単語に響きが近いことや、ダビデとアブサロムの逸話が、この曲の主題の一つである「同情」に沿っていることから、アブサロムの名前を織り込むことにしたという。
ジャケットの絵は、1970年代よりラッシュの作品のアートワークを手がけてきたヒュー・サイムによる。また、バンドの写真はユーサフ・カーシュが撮影した。

## 反響・評価
イギリスでは12週全英アルバムチャート入りして最高5位を記録し、バンドにとって5作目の全英トップ10アルバムとなった。本作からのシングル「ボディ・エレクトリック」は全英シングルチャートで最高56位を記録した。
アメリカのBillboard 200では10位に達し、自身5作目の全米トップ10アルバムとなって、1984年6月26日にはRIAAによってプラチナ・ディスクの認定を受けた。日本では前作『シグナルズ』（1982年）に続く自身2度目のオリコンLPチャート入りを果たし、最高72位を記録した。
Greg Pratoはオールミュージックにおいて5点満点中3点を付け「プロデューサーの変更によって、前作『シグナルズ』よりも少し親しみやすいサウンドとなり、多くのラッシュのファンが、シンセサイザーやエレクトロニクスが突出しすぎて、結果的にギタリストのアレックス・ライフソンを埋もれさせてしまったと感じる時期に入った」と評している。Kurt Loderは1984年6月21日付の『ローリング・ストーン』誌のレビューで5点満点中3点を付け「ラッシュはこのレコードにおいて、現代的な要素を多数サウンドに組み込もうと奮闘している」としながらも「ラッシュは確かに、重厚かつ脈打つようなサウンドに包まれた強力な社会的声明を発し、十分期待を満たしている。しかし、報道としても音楽としても古臭い」と評している。また、Eduardo RivadaviaはUltimate Classic Rockにおいて、本作の歌詞に関して「『グレイス・アンダー・プレッシャー』を、ラッシュのアルバムの中でも特に荒涼とした、そして悲観的な作品の一つにした」と評している。

## 収録曲
全曲とも作詞はニール・パート、作曲はゲディー・リーとアレックス・ライフソンによる。
| #  | タイトル                                               | 作詞 | 作曲・編曲 | 時間 |
| -- | ------------------------------------------------------ | ---- | ---------- | ---- |
| 1. | 「彼方なる叡知が教えるもの - "Distant Early Warning"」 |      |            | 4:57 |
| 2. | 「アフターイメージ - "Afterimage"」                    |      |            | 5:05 |
| 3. | 「レッド・セクターA - "Red Sector A"」                 |      |            | 5:11 |
| 4. | 「内なる敵へ - "The Enemy Within"」                    |      |            | 4:36 |

| #  | タイトル                                                | 作詞 | 作曲・編曲 | 時間 |
| -- | ------------------------------------------------------- | ---- | ---------- | ---- |
| 5. | 「ボディ・エレクトリック - "The Body Electric"」        |      |            | 5:02 |
| 6. | 「キッド・グラブス - "Kid Gloves"」                     |      |            | 4:20 |
| 7. | 「赤色の映像 - "Red Lenses"」                           |      |            | 4:44 |
| 8. | 「ビトウィーン・ザ・ホイールズ - "Between the Wheels"」 |      |            | 5:44 |

## パーソネル
- ゲディー・リー - ボーカル、エレクトリックベース、シンセサイザー
- アレックス・ライフソン - ギター、シンセサイザー
- ニール・パート - ドラムス、パーカッション、エレクトロニック・パーカッション